# Керме-Тоо
Керме-Тоо (кирг. Керме-Тоо) — село в Кыргызстане, административно подчинённое администрации города республиканского значения Ош.

## География
Село расположено в юго-западной части республики, вблизи государственной границы с Узбекистаном, на расстоянии приблизительно 4 километров (по прямой) к северо-западу от города Ош. Абсолютная высота — 840 метров над уровнем моря.

## Население
Согласно оценочным данным Национального статистического комитета Кыргызской Республики, численность населения села на начало 2023 года составляла 1962 человека.
| год     | 2014 | 2015 | 2020 | 2021 | 2023 |
| ------- | ---- | ---- | ---- | ---- | ---- |
| человек | 1642 | 1782 | 1785 | 1905 | 1962 |